# Médée miracle
Médée miracle, conosciuto anche come Medea miracle, è un film del 2007 diretto da Tonino De Bernardi.
Il film ripropone in chiave contemporanea il mito di Medea. Le riprese sono state concentrate in pochissimi giorni. Per ammissione dello stesso regista, questo è il film più "normale" nella filmografia di Tonino De Bernardi.